# Archibracon silvestrii
Archibracon silvestrii är en stekelart som först beskrevs av Szepligeti 1913.  Archibracon silvestrii ingår i släktet Archibracon och familjen bracksteklar. Inga underarter finns listade.